# Cá heo mũi chai Ấn Độ Dương
Cá heo mũi chai Ấn Độ Dương (danh pháp hai phần: Tursiops aduncus) là một loài động vật có vú trong họ Delphinidae, bộ Cetacea. Loài này được Ehrenberg mô tả năm 1833.
Loài cá heo này dài đến 2,6 m, và cân nặng tới 230 kg. Loài này sinh sống trong các vùng nước xung quanh Ấn Độ, Bắc Australia, Nam Trung Quốc, Biển Đỏ, và bờ biển phía đông của châu Phi. Lưng của chúng có màu xám đen và bụng có mày xám nhạt hơn hoặc gần như trắng với những đốm màu xám.
Cho đến năm 1998, tất cả các cá heo mũi chai Ấn Độ Dương được coi là thành viên của loài T. truncatus. Trong năm đó, cá heo mũi chai Ấn Độ Dương đã được công nhận là một loài riêng biệt. Loài cá heo mũi chai Ấn Độ Dương nhìn chung nhỏ hơn so với cá heo mũi chai, có mõ đài tương ứng, và có các đốm trên bụng của và phía thấp hơn. Chúng cũng có nhiều răng nhiều hơn cá heo mũi chai thông thường -23 đến 29 răng trên mỗi bên của mỗi hàm so với 21-24 của cá heo mũi chai thông thường. Có bằng chứng cho thấy cá heo mũi chai Ấn Độ Dương thực sự có thể liên quan chặt chẽ hơn đối với các loài cá heo nhất định trong chi Stenella và Delphinus, đặc biệt là cá heo đốm Đại Tây Dương (S. frontalis), hơn là với cá heo mũi chai.
Phần lớn các dữ liệu khoa học cũ trong lĩnh vực này kết hợp dữ liệu về cá heo mũi chai Ấn Độ Dương và cá heo mũi chai vào một nhóm duy nhất, làm khiến nó trở nên vô ích trên thực tế trong việc xác định cấu trúc khác biệt giữa hai loài. IUCN liệt kê loài cá heo mũi chai Ấn Độ Dương là "thiếu dữ liệu" trong Sách đỏ các loài bị đe dọa vì vấn đề này của chúng.

## Hình ảnh

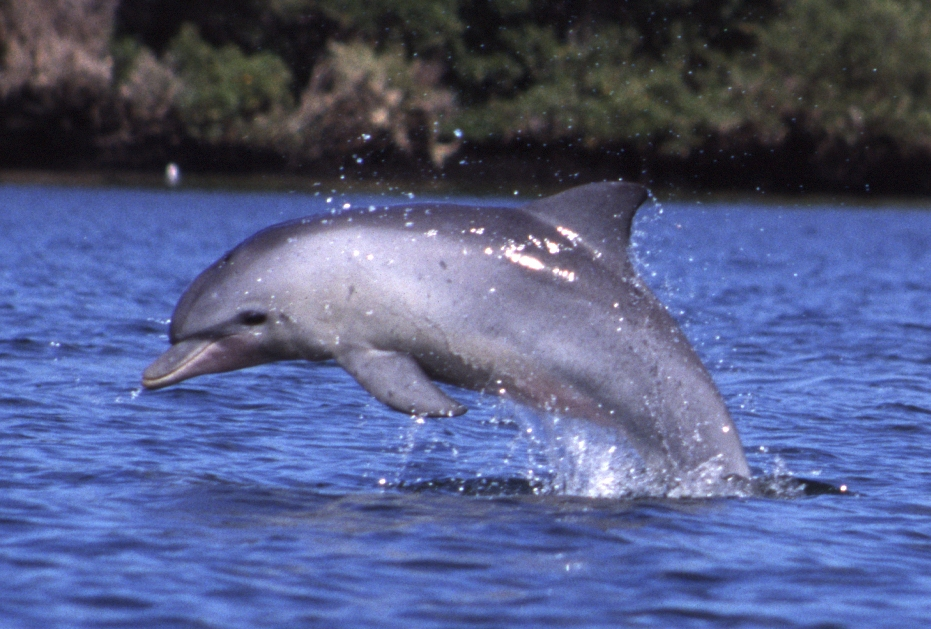
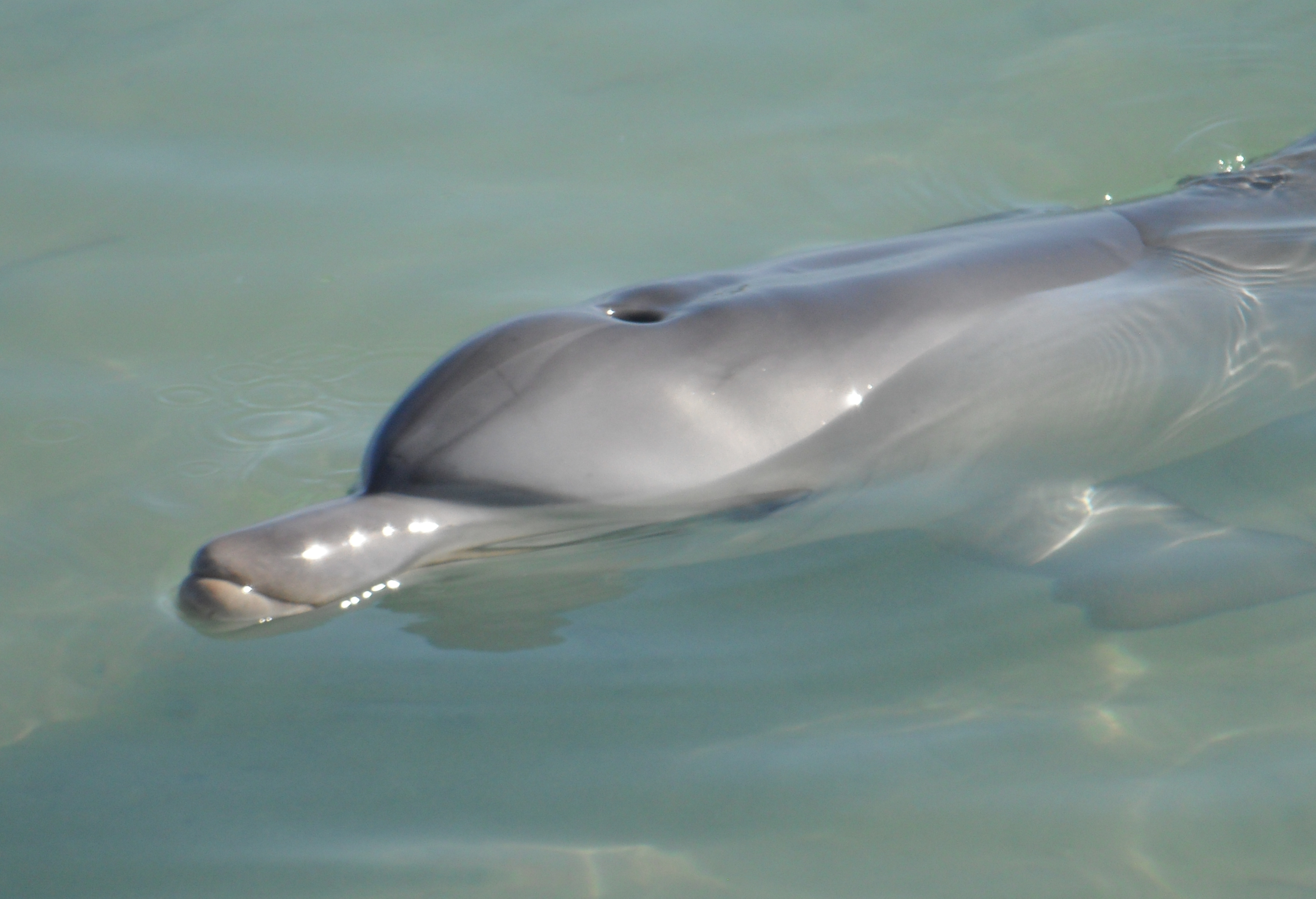
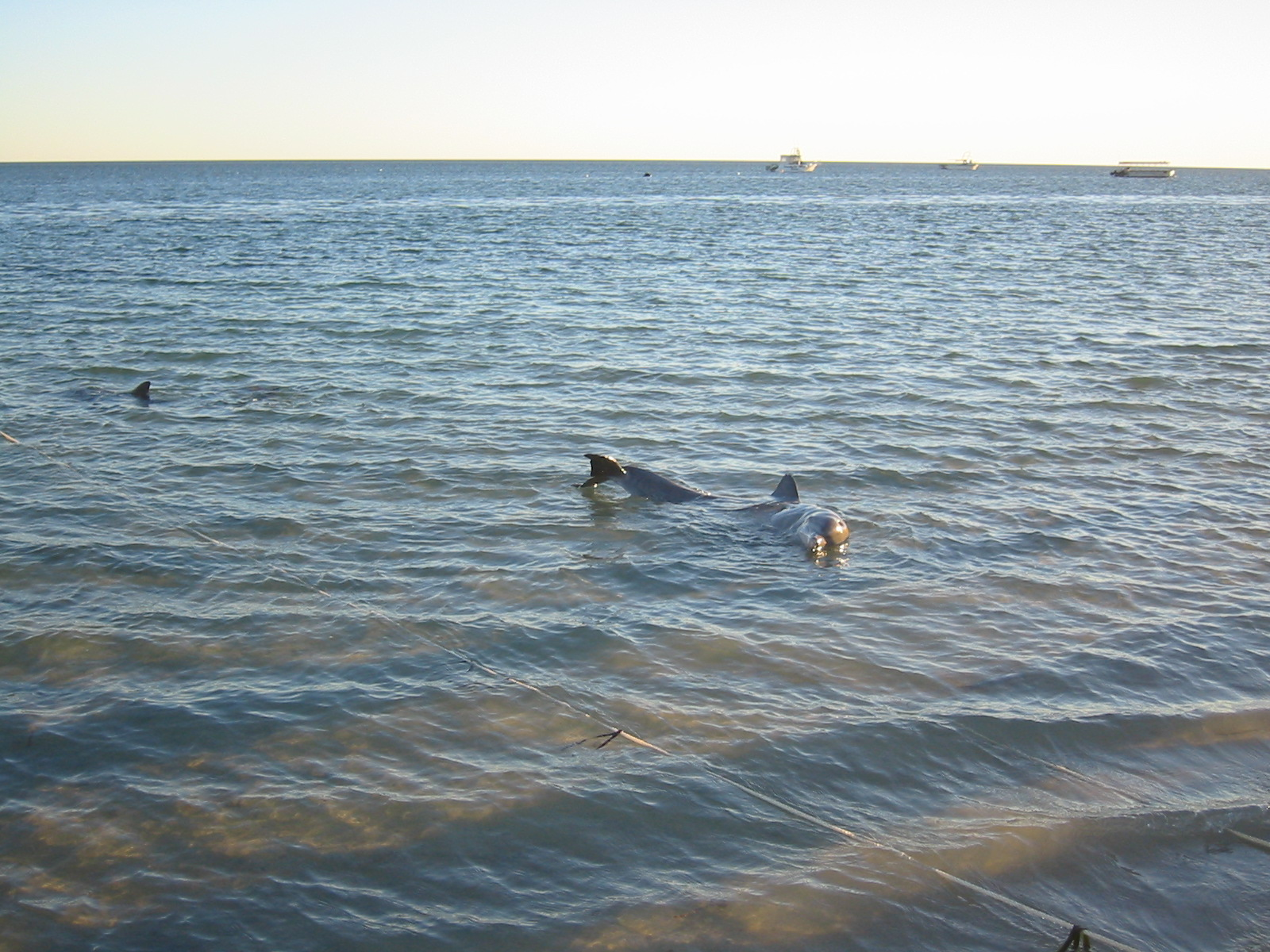